# 秋田県成人病医療センター
一般財団法人秋田県成人病医療センター（あきたけんせいじんびょういりょうセンター）は、秋田市千秋久保田町にあった病院である。

## 概要
秋田県医師会・秋田市医師会などが関係する財団法人によって設置された病院で、秋田市から委託を受け、市立休日夜間応急診療所を併設していた。だが市が2012年9月から、市立秋田総合病院に平日24時間、小児科医を常駐させ、救急外来に対応する方針を決めたため、市立休日夜間応急診療所は廃止となった。
運営財団の理事長は、歴代の秋田県医師会会長が兼務していた。
2015年3月31日、運営組織が解散。循環器部門は隣接する秋田県立脳血管研究センターに移管となった。同時に救急告示病院の指定は解除となった。

## 沿革
- 1984年4月 - 登録医制度を有した紹介型病院として開設。
- 1985年4月 - 心臓病の救命救急医療施設（CCU機能）指定。
- 1985年5月 - 開放型オープン医療施設承認。
- 2000年2月 - 地域医療支援病院の名称使用承認。
- 2005年8月 - クラークを採用し、現在9名の配置。
- 2006年4月 - 一般病棟入院基本料 7対1の取得。
- 2015年3月31日 - 運営組織を解散し廃止。同時に救急告示病院の指定を解除。

## 交通アクセス
- 秋田駅から徒歩約5分